# Myosotis lazica
Myosotis lazica är en strävbladig växtart som beskrevs av M. Popov. Myosotis lazica ingår i släktet förgätmigejer, och familjen strävbladiga växter. Inga underarter finns listade i Catalogue of Life.